# Forze occulte
(Tagline del film)
Forze occulte (Forces occultes) è un film del 1943 diretto da Paul Riche, al suo ultimo film prima della condanna a morte per collaborazionismo.

## Trama
Il giovane deputato Avenel, su consiglio di alcuni deputati massoni, decide di entrare nella massoneria per avere un'ascesa carriera politica. Dopo il rito iniziatico, rimane però deluso dalla corruzione e dagli scandali politici massonici, scoprendo in più una cospirazione tra massoni, ebrei e nazioni angloamericane per spingere la Francia in una guerra contro la Germania.

## Produzione
Il film antimassonico, e antigiudaico, nell'intenzione del regista è una denuncia contro la massoneria, il parlamentarismo e gli ebrei, ovvero contro il cosiddetto complotto giudaico-massonico. Il film venne realizzato durante l'occupazione nazista
Il regista Paul Riche e lo sceneggiatore Jean Marquès-Rivière in quel tempo erano entrambi ex massoni, Richie infatti era stato Venerabile della Loggia Ernest Renan al Grande Oriente di Francia mentre Rivière, appassionato di esoterismo, era stato introdotto agli inizi del 1930 nella Gran Loggia di Francia, lasciata nel 1931 perché non in sintonia con la filosofia massonica. Dopo la liberazione della Francia, il regista, lo sceneggiatore e il produttore Muzard, furono severamente puniti per la palese collaborazione con il Governo di Vichy e i nazisti. Paul Riche, tra l'altro giornalista della rivista fascista francese "Au Pilori", fu condannato a morte e fucilato da un plotone di esecuzione ad Arcueil, il 29 marzo 1949. Jean Marquès-Rivière, condannato a morte dal Tribunale di Parigi il 21 gennaio 1947, con perdita dei diritti di cittadino francese e confisca dei beni, fuggì in Spagna dove morì anni dopo. Il produttore Robert Muzard il 25 novembre 1945 fu condannato a 3 anni di reclusione.

### Riprese
Le riprese iniziarono il 9 settembre 1942 negli studi della Nova Films di Courbevoie. La scena iniziale alla camera dei deputati fu girata proprio al Palazzo Borbone e grazie alle risorse fornite dalla Germania nazista, ossia 1.350.000 franchi, furono impegnati 350 uomini che interpretavano i deputati e 50 donne che interpretavano il pubblico. Per le scene nella loggia fu utilizzato materiale confiscato alla massoneria dalla polizia di Vichy, e girato in parte nella sede occupata del Grande Oriente di Francia.

## Distribuzione
La prima proiezione ebbe luogo in un teatro sugli Champs-Élysées, a Parigi, il 9 marzo 1943. In tutta la Francia vennero distribuite solo 19 copie, che diversi gestori decisero di non proiettare. In Italia il film è stato trasmesso su Rai3 il 24 febbraio 2007.
Nel febbraio 2009 è stato pubblicato in Francia il DVD con un libretto interno di 92 pagine. Il tutto a cura di Jean-Louis COY, Jean-Robert Ragache, ex Gran Maestro del Grande Oriente di Francia, e René Le Moal, redattore di una rivista del Grande Oriente di Francia, i quali narrano la loro versione sulla massoneria, diversa da quella mostrata nel film.

## Accoglienza
Nella prima settimana di proiezione a Parigi, il film incassò 217.245 franchi. Nelle province invece il pubblico non fu attirato dal film, a causa della corta durata.